# Lepidotrigla pleuracanthica
Lepidotrigla pleuracanthica är en bottenfisk i familjen knotfiskar (Triglidae) som finns kring Australien. 

## Utseende
Arten är en avlång fisk med ett kraftigt huvud med flera taggar, en brant sluttande panna och blå ögon. Kroppsfärgen är klarröd med vitaktig buk som har ett brett, brandgult tvärband. Den främre, taggstråliga ryggfenan har en svart fläck med gula kanter, bröstfenorna har ljusa kanter och ett smalt ljust streck vid basen, och stjärtfenan är mörk med blåglänsande kant och ibland med flera blå prickar framtill i mitten. Längden kan nå upp till 20 cm.

## Vanor
Lepidotrigla pleuracanthica är en bottenfisk som lever vid sand- och grusbotten ner till ett djup av 50 m. Den föredrar kustnära vatten och flodmynningar, men kan även uppträda längre ut.

## Utbredning
Arten finns i sydvästra Stilla havet utanför New South Wales i Australien.